# Административное деление Коста-Рики
Административное деление Коста-Рики, согласно статье 168 Конституции Коста-Рики закреплено следующим образом. Страна делится на 7 провинций. Они в свою очередь разделены на 81 кантон, управляемые мэрами, избираемыми жителями кантона. Кантоны разделяются на округа.

## История

Герб Коста-Рики. Семь звезд символизируют семь провинций, образующие страну.

После провозглашения независимости Коста-Рики и принятия 30 ноября 1848 года Конституции был издан закон № 36 от 7 декабря 1848 года, в котором впервые появились такие территориальные субъекты, как провинции, кантоны и округа. Согласно этому закону территория страны делилась на пять провинций:
- Сан-Хосе, с одним кантоном и десятью округами;
- Алахуэла, с двумя кантонами и восемью округами;
- Картаго, с двумя кантонами и тринадцатью округами;
- Эредия, с одним кантоном и семью округами;
- Гуанакасте, с четырьмя кантонами и восемью округами.

Территории, которые ранее относились к нынешней провинции Пунтаренас по статусу являлись комаркой. Закон № 10 от 17 сентября 1858 года утвердил этим территориям статус провинции.
Указом № 27 от 6 июня 1870 года восточные земли провинции Картаго, комарка Лимон, были отделены. Однако подобающего по статусу муниципалитета не было до 1902 года, когда законом № 59 от 1 августа была образована последняя, седьмая провинция Лимон.
С 1848 по 1980 год количество кантонов в стране увеличилось с 10 до 81. Последним образованным кантоном стал кантон Гуасимо.
Количество и состав округов постоянно менялись на протяжении всей истории Коста-Рики. Например, во время переписи населения 2000 года количество округов составляло 463, а по состоянию на 2012 год существует 470 районов.

## Административное деление

Административное деление Коста-Рики

| Геокод | Флаг | Герб | Административная единица | Статус    | Столица    | Кантоны | Округи | Население | Территория |
| ------ | ---- | ---- | ------------------------ | --------- | ---------- | ------- | ------ | --------- | ---------- |
| CR-A   |      |      | Алахуэла                 | провинция | Алахуэла   | 15      | 116    | 848 146   | 9757,53    |
| CR-G   |      |      | Гуанакасте               | провинция | Либерия    | 11      | 61     | 326 953   | 10140,71   |
| CR-C   |      |      | Картаго                  | провинция | Картаго    | 8       | 51     | 490 903   | 3124,67    |
| CR-L   |      |      | Лимон                    | провинция | Лимон      | 6       | 30     | 386 862   | 9188,52    |
| CR-P   |      |      | Пунтаренас               | провинция | Пунтаренас | 11      | 60     | 410 929   | 11265,69   |
| CR-SJ  |      |      | Сан-Хосе                 | провинция | Сан-Хосе   | 20      | 123    | 1 404 242 | 4965,9     |
| CR-H   |      |      | Эредия                   | провинция | Эредия     | 10      | 47     | 433 677   | 2656,98    |

## Классификация
Каждый субъект имеет свой уникальный иерархический номер, провинции обозначаются одной цифрой, кантоны — тремя (где первая цифра — код провинции), округа — пятью (где первые три — код кантона). Полученный пятизначный номер также используется почтовой службой Коста-Рики в качестве почтового индекса.